# Toyota Premio
Toyota Premio — переднеприводной среднеразмерный седан, выпускаемый компанией «Toyota» с декабря 2001 года на общей платформе с автомобилем Toyota Allion.
Комплектуется автоматической коробкой передач и двигателями 1NZ-FE объёмом 1,5 литра либо 1ZZ-FE объёмом 1,8 литра, а также двухлитровым двигателем 1AZ-FSE совместно с вариатором. Имеется полноприводная модификация, которая комплектуется только двигателем 1ZZ-FE. Модели с двигателем 1.8 могут быть оснащены как полным приводом, так и передним. В моделях с полным приводом, мощность двигателя немного меньше.
В Россию автомобиль официально не поставляется, поэтому распространён в основном в праворульном варианте в Сибири и на Дальнем Востоке.